# Dragon Quest
A Dragon Quest, korábban Dragon Warrior címen jelent meg Észak-Amerikában 2005-ig, egy szerepjáték-sorozat, melyet a japán játéktervezők Armor Project (Yuji Horii), Bird Studio (Akira Toriyama) és Sugiyama Kobo (Koichi Sugiyama) alkottak az Enix kiadójának. Az összes érintett fél azóta együttesen birtokolja a sorozat szerzői jogát. 
A játékokat a Square Enix (korábban Enix) jelenteti meg az indulása óta, a későbbi részek lokalizált újrakiadásaival és portjaival a Nintendo DS, Nintendo 3DS és Nintendo Switch platformokon kívül Japánon kívül a Nintendo adja ki. Az első játék megjelenése óta, 1986-ban, tizenegy fő rész jött ki, számos mellékszálú játékkal együtt. Emellett számos manga, anime és regény is megjelent a franchise alatt, majdnem minden fő rész játékhoz kapcsolódó adaptációval.
A sorozat számos újítást hozott a műfajba, és jelentős hatással volt más szerepjátékok fejlődésére. A sorozat részei különböző számítógépeken, konzolokon, kézi eszközökön és mobiltelefonokon jelentek meg. A Dragon Quest játékokat kezdetben Észak-Amerikában Dragon Warrior címen adták ki, hogy elkerüljék a védjegykonfliktusokat a nem kapcsolódó DragonQuest asztali szerepjátékkal. A Square Enix csak 2002-ig jegyezte be a Dragon Quest védjegyet az Egyesült Államokban való használatra.

## Média

### Játékok
A franchise első részei 1985. május 27-én jelentek meg Japánban, a "Dragon Quest" névvel, majd egy római számmal ellátva. 1986 óta, amikor az eredeti Dragon Warrior megjelent, összesen tizenegy játékot mutatott be a fő sorozaton belül, továbbá különböző spin-off játékokat és két animációs produkciót is.

#### Fő sorozat
| 1986 | Dragon Quest      |
| 1987 | Dragon Quest II   |
| 1988 | Dragon Quest III  |
| 1989 |                   |
| 1990 | Dragon Quest IV   |
| 1991 |                   |
| 1992 | Dragon Quest V    |
| 1993 |                   |
| 1994 |                   |
| 1995 | Dragon Quest VI   |
| 1996 |                   |
| 1997 |                   |
| 1998 |                   |
| 1999 |                   |
| 2000 | Dragon Quest VII  |
| 2001 |                   |
| 2002 |                   |
| 2003 |                   |
| 2004 | Dragon Quest VIII |
| 2005 |                   |
| 2006 |                   |
| 2007 |                   |
| 2008 |                   |
| 2009 | Dragon Quest IX   |
| 2010 |                   |
| 2011 |                   |
| 2012 | Dragon Quest X    |
| 2013 |                   |
| 2014 |                   |
| 2015 |                   |
| 2016 |                   |
| 2017 | Dragon Quest XI   |

Az első négy Dragon Quest rész a Famicom és a Nintendo Entertainment System platformokra jelent meg Japánban, valamint Észak-Amerikában. Az első két részt eredetileg Japánban adták ki a Famicomon, és ugyanebben az évben az MSX-re is áthozták; mind a négy játékot átdolgozták újabb rendszerekre. A Dragon Quest először jelent meg Japánban 1986. május 27-én, Észak-Amerikában pedig Dragon Warrior címen 1989 augusztusában. A Dragon Quest II, más címen Akuryō no Kamigami, Japánban 1987-ben, Észak-Amerikában pedig 1990-ben jelent meg Dragon Warrior II címen . A Dragon Quest III, más címen Soshite Densetsu, 1989-ben Japánban, 1992-ben pedig Dragon Warrior III címen Észak-Amerikában jelent meg. A Dragon Quest IV Japánban 1990-ben, Észak-Amerikában pedig 1992-ben jelent meg Dragon Warrior IV címen. Az észak-amerikai piacra tervezett Dragon Warrior IV 2001-es japán PlayStation remake-je soha nem jelent meg. A Dragon Quest IV Nintendo DS remake-je Észak-Amerikában, Európában és Ausztráliában az eredeti lefordított címen jelent meg; az európai változat eltávolította a számot a címből.
A Super Famicom számára két játék jelent meg: a Dragon Quest V 1992-ben, és a Dragon Quest VI 1995-ben; mindkettőt újra kiadták újabb rendszereken. A Dragon Quest V eredetileg Észak-Amerikában is megjelenésre került volna, de a pletykák miatt törölték, mivel az Enix feladta az amerikai piacot. Hivatalos indokot soha nem közöltek. A Nintendo DS felújított változatai Észak-Amerikában jelentek meg, a Dragon Quest V Európában és Ausztráliában is, utóbbi számozás nélkül. Egyetlen játék került kiadásra a PS1-re: a Dragon Quest VII: Eden no Senshi-tachi 2000-ben Japánban, és 2001-ben Észak-Amerikában a Dragon Warrior VII címmel. A Dragon Quest VIII: Journey of the Cursed King 2004-ben jelent meg a PlayStation 2-re Japánban, 2005-ben Észak-Amerikában, és 2006-ban Európában és Ausztráliában, ismét a címben szereplő szám nélkül Európában. A Dragon Quest VIII volt a sorozat első játéka, amelyet Dragon Quest címmel adtak ki Észak-Amerikában, és egy fő sorozatbeli játék első európai kiadása. A Dragon Quest IX, a sorozat egyetlen eredetileg Nintendo DS-re kiadott játéka, eredetileg 2009-ben Japánban, majd 2010-ben Észak-Amerikában, Európában és Ausztráliában jelent meg. A Dragon Quest X-et 2008 decemberében jelentették be a Wii-re, és 2011 szeptemberében a Square Enix bejelentette, hogy a Dragon Quest X Wii U-ra is megjelenik, Nintendo 3DS csatlakozással. Ez az első MMORPG a sorozatban, és az egyetlen számozott Dragon Quest játék, amelyet Japánon kívül nem adtak ki. A Dragon Quest XI Japánban 2017. július 29-én, világszerte pedig 2018. szeptember 4-én jelent meg.
A Dragon Quest XII: The Flames of Fate játékot 2021-ben jelentették be  Horii szerint a játék sötétebb tónusú lesz, értelmesebb választási lehetőségeket tartalmaz majd, és átdolgozza a hagyományos Dragon Quest körökre osztott harcot.

#### Spinoffok
A franchise számos spin-off játékot tartalmaz, beleértve a Dragon Quest Monsters RPG-t is. A sorozat olyan játéktermi alkotásokat is inspirált, mint a Japanese Dragon Quest: Monster Battle Road, ahol a játékosok valós kártyákért versenyeznek szörnyadatokkal, amelyeket az arcade játék ad ki a játékosoknak az elülső nyíláson keresztül. Ez utóbbi az egyetlen spin-off sorozat, amelynek egyetlen címe sem jelent meg Japánon kívül. A Mystery Dungeon és az Itadaki Street sorozatok is a Dragon Quest játékok karaktereit és más elemeket használnak. A Mystery Dungeon sorozatnak sikerült saját franchise-t létrehoznia.
1993-ban a Chunsoft kifejlesztett egy SNES-játékot, amelyben szerepelt Torneko (más néven Torneko Taloon), egy karakter, aki először a Dragon Quest IV-ben jelent meg. A Torneko no Daibōken: Fushigi no Dungeon szélhámos játék folytatja Torneko történetét a Dragon Quest IV-ből, miközben megpróbálja híressé tenni üzletét, és titokzatos kazamatákba merészkedik, hogy készleteket szerezzen a boltjának. A játék sikeres volt Japánban. 2000-ben megjelent a Torneko: The Last Hope közvetlen folytatása Japánban és az Egyesült Államokban. A játékmenet hasonló az első játékhoz, bár a Torneko: The Last Hope könnyebben játszható. A játékból elegendő példányt adtak el Japánban ahhoz, hogy a PlayStation 2-re elkészülhessen a második közvetlen folytatás, a Fushigi no Dungeon 3 Torneko no Daibouken. A második és a harmadik Torneko játékot a Game Boy Advance (GBA) számára készítették újra. Egy későbbi játékban szerepelt Yangus, egy karakter, aki először a Dragon Quest VIII-ban tűnt fel; a Dragon Quest: Young Yangus and the Mystery Dungeon követi Yangust a kalandjaiban, mielőtt találkozik a Hőssel a fent említett játékban. A Torneko no Daibōken sikere szülte a Mystery Dungeon sorozatot, amely a Dragon Queston túli franchise-okkal is bővült.
A Dragon Quest Monsters hasonlóan a fő sorozathoz eredetileg Dragon Warrior címen jelent meg az Egyesült Államokban. A következő játék, a Dragon Warrior Monsters 2, az egyetlen olyan játék, ami két változatra oszlik: a Cobi's Journey-re (Ruka's Journey Japánban) és a Tara's Adventure-re (Iru's Adventure Japánban), amelyeket a főszereplőkről neveztek el. Mindegyik verziónak vannak kisebb eltérései, például a bennük megjelenő szörnyeteg.
A Dragon Quest Monsters: Caravan Heart a Dragon Warrior VII előzménye, Keifer nyomában, akit Torlandba húznak, és meg kell találnia a hat Loto gömböt, hogy visszatérhessen. A Dragon Quest Monsters: Joker megjelenése az első spin-off cím, amelyet a Dragon Quest névvel angolul adnak ki; folytatása, a Dragon Quest Monsters: Joker 2, 2011. szeptember 19-én jelent meg Észak-Amerikában. Van egy Androidos cím is, a Dragon Quest Monsters: Wanted!.
A Dragon Quest számos kisebb spin-off címet is készített. Ezek közül kettőben a játékosok kardként használják speciális vezérlőiket, és meglendítik az ellenségeket és tárgyakat. Kenshin Dragon Quest: A Yomigaerishi Densetsu no Ken egy önálló játék, amelyben a kontroller kard alakú, és egy játékpajzs tartalmazza a játék hardverét. A Wii-hez készült Dragon Quest Swords a mozgásérzékelő Wii Remote-ot használja kardként.  Egy másik spin-off cím, a Slime MoriMori Dragon Quest a játék népszerű iszapszörnyét használja főszereplőként, és a folytatását, a Dragon Quest Heroes: Rocket Slime -et lefordították angolra. Van egy letölthető DSiWare körökre osztott stratégiai játék is, a Dragon Quest Wars  és más játékok is megjelentek Japánban mobiltelefonokra.   A Dragon Quest Heroes: The World Tree's Woe and the Blight Below PlayStation 3 és 4 játék, amely Koei Tecmo Dynasty Warriors sorozatának játékmenetét tartalmazza, Japánban 2015. február 26-án, Észak-Amerikában és Európában pedig 2015 októberében jelent meg. PlayStation 4 exkluzívként.   A Dragon Quest Builders PS4-re 2016-ban jelent meg. A Theatrhythm Dragon Quest egy ritmusjáték, amelyet Nintendo 3DS-hez fejlesztettek ki. Az előtte lévő Theatrhythm Final Fantasy játékokhoz hasonlóan a játék lehetővé teszi a játékosoknak, hogy a Dragon Quest franchise különböző dalaival együtt játsszanak.  2019 szeptemberében megjelent a Dragon Quest Walk, egy kiterjesztett valóság játék Android és iOS mobiltelefonokra.

### Egyéb média

#### Regények
1988-tól kezdődően a média franchise más médiumokra is kiterjedt, számos, mangával és könnyű regényadaptációval. A Dragon Quest III könnyű regény sikerét követően az Enix több kötetet kezdett kiadni, az első játéktól kezdve, sorban. Az Enix közzétette a korábban 1995. március 23-ig kiadott összes fő sorozatbeli játék címét, valamint az első Torenko's Mystery Dungeon játékot. A címek második személyű szemszögből íródnak; az olvasó határozza meg a következő lépést, és a történeteknek többféle vége is van.
1989-ben további nyomtatott címek jelentek meg: a Dragon Quest Monsters Story; a Dragon Quest Item Story; a Dragon Quest Perfect Collection sorozat, amely 1990-től kezdve bővült; és Takayashiki Hideo első két Dragon Quest-regénye. Ezen művek mindegyikének további címei jelentek meg különböző szerzők különböző játékaihoz: Hideo írta az első négy kötetet, amelyek az első három játékot ölelték fel; Kumi Saori tíz kötetet írt, amelyek a következő három játékot tartalmazzák; Hiroyuki Domon pedig három kötetet írt a Dragon Quest VII-hez. A 2000-es Shinsho Shousetsu Dragon Quest I-től kezdve mindhárom szerző új sorozata megjelent. A szerzők új történeteket írtak saját sorozatukhoz, három történetet Hideóhoz, kilencet Saorihoz és hármat Domonhoz; utóbbi műveivel, amelyeken Daisuke Torii illusztrációi szerepelnek. Számos önálló cím és hangoskönyv cím is megjelent.

#### Manga
A Dragon Quest manga 1989-ben jelent meg a Weekly Shōnen Jumpban. A Dragon Quest világa alapján Riku Sanjo és Koji Inada Dragon Quest: The Adventure of Dai (ドラゴンクエスト ダイの大冒険; Hepburn: Doragon Kuesuto: Dai no Daibōken, ’lit. Dragon Quest: The Great Adventure of Dai’)  létrehozva. két fejezetes novellát Derupa címmel! Iruiru! . Sikere vezetett a három fejezetes folytatáshoz, a Dai Bakuhatsuhoz!!! , amely meghatározza a keretet egy későbbi, 37-re kiterjedő sorozatosításhoz kötetek.
A játékok alapján több manga is megjelent. Ezek közül a leghosszabb ideig futó a Dragon Quest Biography: Emblem of Roto (ドラゴンクエスト列伝 ロトの紋章; Hepburn: Dragon Quest Retsuden: Roto no Monshō?), Dainōchi, és Warriors of Edenh, Shganenh, és a Maborlyosh. A Roto jelképe, Chiaki Kawamata és Junji Koyanagi, Kamui Fujiwara művészetével, huszonegy kötetből áll, és 1991 és 1997 között jelent meg. 2004-ben a Young Gangan egy minisorozatot indított el Emblem of Roto Returns címmel, amely a Dragon Quest III és a Dragon Quest I között játszódik. A Warriors of Eden tizenegy kötetből áll, Fujiwara művészetével, és a sorozat a Dragon Quest VII újramondása, néhány apró változtatással. A Maboroshi no Daichi tíz kötetből áll, és a sorozat a Dragon Quest VI újramondása néhány kisebb változtatással. Más rövidebb manga-sorozatok is megjelentek, köztük több más játékokon alapuló, néhány hivatalos 4koma szalag, és egy manga az eredeti Dragon Quest játék elkészítéséről.
A Dragon Quest: Souten no Soura (ドラゴンクエスト 蒼天のソウラ; Hepburn: Doragon Kuesuto Sōten no Soura?, ’Sablon:Lit. "Dragon Quest: Blue Sky Soura"’) Xagon Questhi és Yujivis Nakasthi szerzőpáros műve, a Yujivis Nakasthi (Yujivis Super) által készült. A sorozat 2013 februárja és 2022 októbere között készült, 2022-ig 19 kötet jelent meg. Hiro Mashima egyszeri rajzolta a Dragon Quest XI S Tōzoku-tachi no Banka (ドラゴンクエストXI S 盗賊たちの挽歌?) Dragon Quest XI alapján, amely a V Jump 01. 01. október 1-jén jelent meg. A Dragon Quest Treasures manga adaptációja Dragon Quest Treasures: Another Adventure Fadora no Takarajima címmel 2022 novemberében kezdődik a V Jumpban. Masaki Hara írta, Yoichi Amano illusztrációival és Horii felügyeletével.

#### Anime
Három nagy televíziós sorozat van, amelyeket a játékokból adaptáltak. Az egyik ilyen sorozat a Dragon Quest: Legend of the Hero Abel (ドラゴンクエスト ～勇者アベル伝説～; Hepburn: Doragon Kuesuto Yūsha Aberu Densetsu?), amit a Studio Comet készített, és 1989. április 15-től 1989. április 7-ig sugárzott. A sorozat Horii felügyelete alatt készült, és lazaan a Dragon Quest III alapján készült. Az első 13 epizódot a Saban Entertainment fordította angolra Dragon Warrior címmel. A korai időpont miatt és a Toriyama által indított per miatt, amiért nem írták jóvá a karaktertervezési munkáját, nem újították meg. A sorozat DVD is megjelent Japánban 2006 októberében, és kilenc kötetéből körülbelül 90 000 darabot adtak el 2007 februárjára.
A második animesorozat, a Dragon Quest: The Adventure of Dai, amely az azonos című mangán alapul, a Toei Animation gyártásában készült. 46 epizódon keresztül futott 1991. október 17. és 1992. szeptember 24. között Ugyanennek a mangának a második anime adaptációja 2020. október 3. és 2022. október 22. között került adásba
1996. április 20-án bemutatták a Dragon Quest Saga – The Crest of Roto című filmet.
A Dragon Quest V- n alapuló 3DCG- filmet, a Dragon Quest: Your Story-t 2019 augusztusában mutatták be Japánban

#### Virtuális valóság
A Dragon Quest VR (ドラゴンクエストVR) egy virtuális valóság alapú, csak arcade stílusú szerepjáték volt. Először a tokiói Shinjuku kerületben található VR ZONE SHINJUKI-ban adták ki, majd később a VR ZONE OSAKA-ban 2019. szeptember 13-án, végül a Sunshine Cityben, Ikebukuro, Tokió 2019. július 12-én. A játékot egy akkori Bandai Namco tulajdonában lévő virtuális valóság vidámparkok játéktermeinek sorozatában hozták létre.
A rövid történet, amely lazán a Dragon Quest III -on alapul, azzal kezdődött, hogy a játékosok felkérést kaptak egy királytól, hogy induljanak útra asszisztensükkel, Ohealia-val, egy gyógyító lime-szel és karakterrel, aki kizárólag ebben a címben járt, aki útmutatóként és narrátorként működött végig a játék során. megtapasztalni az egyes csapatok fő célját (amelyre többen is játszhatnak egyszerre minden saját ülésükön, mind csapatként, vagy a kettő kombinációjaként) csaták sorozatát vívni egyre nehezebben, mielőtt szembenézne a hatalmas Zomával, egy vendégszereplővel, aki egyben a fő ellenfele ugyanabban a játékban, és a föld terrorizálásáért volt felelős.

## Közös elemek

### Játékmenet
A legtöbb Dragon Quest játékban a játékosok irányítanak egy karaktert vagy karaktercsoportot, akik besétálnak a városokba, fegyvereket, páncélokat és tárgyakat vásárolnak, majd küzdenek a városon kívül lévő szörnyek ellen a világtérképen vagy a börtönben. Az eredeti Dragon Questben azonban csak egy karakter sétált a térképen. A legtöbb játékban a csaták véletlenszerű szörnytámadásokon keresztül zajlanak, és a karakterek szintjének javítása érdekében a játékosoknak gyakran meg kell küzdeniük szörnyekkel. A sorozat gyakran tartalmaz elátkozott tárgyakat, nehéz kazamatákat, ahol a játékosoknak okosan kell felhasználniuk erőforrásaikat, és nehéz főnöki csatákat. Amikor a csapat szörnyekkel találkozik, a nézet perspektívát vált, és a játékosok számos lehetőséget kapnak a menüben; ezek a körökre osztott menüvezérelt csaták a sorozat alappilléreivé váltak. A játékosok a menük segítségével választhatnak fegyvereket, mágiát és egyéb tárgyakat, amelyekkel megtámadhatják és legyőzhetik a szörnyeket, vagy megpróbálhatnak elmenekülni a harc elől; bár a karakterek nem menekülhetnek el a főnöki csata során. Miután a csapat legyőzi a szörnyeket a csata megnyerésével, minden csapattag tapasztalati pontokat szerez, hogy új szinteket érhessen el. Amikor egy karakter új szintet kap, a karakter statisztikái (statisztikái) frissülnek. A győztes csaták arannyal is jutalmazzák a játékosokat, amivel tárgyakat vásárolhatnak. A tapasztalati pontokon és a szörnyek sikeres legyőzéséért járó aranyon kívül esetenként olyan tárgyak is eldobásra kerülnek, amelyek a játékos készletébe kerülnek.

### Karakterek

#### Szörnyek
A Dragon Quest sorozat számos visszatérő szörnyet tartalmaz, köztük Slimes, Drackies, Skeletons, Shadows, Múmiák, Bags o' Laughs és Dragons.   A sorozat számos szörnyét Akira Toriyama tervezte.
Igen, több Dragon Quest játékban lehetőség van arra, hogy a játékosok szörnyeket toborozzanak, akik csatlakoznak a csapatukhoz és harcolnak velük. Például a Dragon Quest IV-ben egy "Healie" nevű Healer szörnyet lehet toborozni az első fejezetben. A Dragon Quest V és VI is lehetőséget adnak a játékosnak arra, hogy kiválassza, mely szörnyek csatlakozzanak a csapatukhoz és vegyenek részt a csatákban. A Dragon Quest VIII-ban a játékosoknak lehetőségük van legyőzni és toborozni szörnyeket, hogy azok harcoljanak az arénában. Ez a funkció izgalmas lehetőséget kínál a játékosoknak, hogy változatos csapatokat állítsanak össze és kihasználják a szörnyek különböző képességeit a harcokban.

#### Erdrick
Erdrick, japán nevén Loto (ロト; Hepburn: Roto), a Dragon Quest sorozat legendás hőse, és az első három játék Game Boy Color verzióinak észak-amerikai remake-jeiben ő kapta a címet. Az első három Dragon Quest játék, melyek mindegyike Erdrick legendájához kapcsolódik, az Erdrick vagy Loto trilógiát alkotja. Őt Arusu néven ismerik, és ő az a hős, aki megszabadította Alefgard Királyságát a sötétségtől. Az első három Dragon Quest játék időrendi sorrendje a következő: Dragon Quest III, Dragon Quest, és Dragon Quest II.
Az első Dragon Quest játékban a hős, vagyis a játékos karakter, Erdrick leszármazottja, aki a nyomdokaiba lépve eléri a Sárkányúr kastélyát és szembeszáll vele. A Dragon Quest II-ben a hősök szintén Erdrick leszármazottai, akik felfedezik Torland kiterjesztett világát, beleértve Alefgard kontinensét is. Erdrick legendája a Dragon Quest sorozatban a Dragon Quest III-ban fejeződött be, amikor Alefgard királya a játék végén az "Erdrick Rendet", az ország legmagasabb kitüntetését adományozta a hősnek. A játékos karakter három legmagasabb szintű fegyverzetéből kettő az "Erdrick's Sword" és "Erdrick's Armor" nevet viseli a Dragon Questben és a Dragon Quest II-ben.
Az eredeti kiadásban nem lehetett a Dragon Quest III-at "Erdrick" címen játszani, mivel a játék arra kérte a játékost, hogy válasszon más nevet a hősnek. Ennek az az oka, hogy a III. rész időrendben az első két cím előzményeként cselekménycsavarként jelenik meg. A Game Boy Color remake-ei ugyanezen okból megakadályozzák a "Loto" név használatát.

## Fejlődés és történelem
A Dragon Quest sorozat szörnyeit, karaktereit és dobozművészetét Akira Toriyama tervezte. A Dragon Quest sorozat zenéjét Koichi Sugiyama szerezte. A múltban a fő Dragon Quest játékokat a Chunsoft, a Heartbeat, az ArtePiazza és a Level-5 fejlesztette, a Dragon Quest X-től kezdve pedig először a Square Enix. Yuji Horii cége, az Armor Project, felelős az Enix és a Square Enix által kiadott Dragon Quest játékok forgatókönyvéért és tervezéséért.

### Eredet

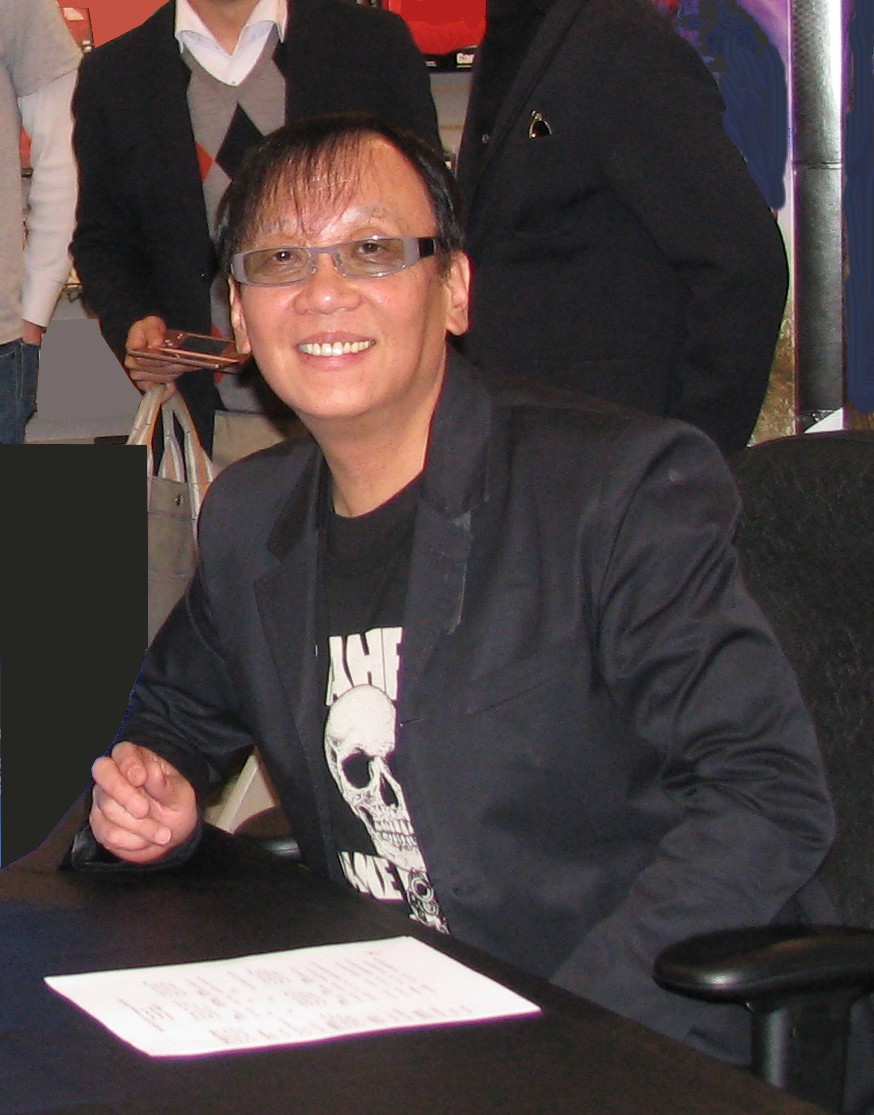
Yuji Horii, a Dragon Quest sorozat alkotója

1982-ben az Enix szponzorált egy videojáték-programozási versenyt Japánban, amely összehozta a Dragon Quest csapat nagy részét, köztük Yuji Horii alkotót is. A nyeremény egy amerikai utazás és egy látogatás az AppleFest '83-ra San Franciscóban, ahol Horii felfedezte a Wizardry videojáték-sorozatot. A verseny győztesei, Koichi Nakamura és Yukinobu Chida, valamint Horii kiadták az Enix NES játékot, a The Portopia Serial Murder Case-t . Sugiyama zeneszerzőt, akit csengő- és popdalok komponálásáról ismert, lenyűgözött a csoport munkája, és képeslapot küldött az Enixnek, amelyben dicsérte a játékot. Az Enix megkérte, hogy komponáljon zenét néhány játékához. A csoport ezután úgy döntött, hogy készít egy szerepjátékos videojátékot, amely egyesíti a nyugati Wizardry és Ultima RPG elemeit. Horii az RPG fogalmát szerette volna megismertetni a szélesebb japán videojáték-közönséggel. Azért választotta a Famicomot, mert a játéktermi játékokkal ellentétben a játékosoknak nem kell aggódniuk amiatt, hogy több pénzt költenek el, ha a „ játék véget ér”, és egy mentési pontból folytathatták a játékot. Horii az Ultima teljes képernyős térképét, valamint a csata- és statisztika-orientált Wizardry képernyőket használta a Dragon Quest játékmenetének létrehozásához.  A Dragon Ball alkotója és mangaművésze, Akira Toriyama, aki a Weekly Shōnen Jump mangamagazinon keresztül tudott Horii-ról, megbízást kapott a karakterek és szörnyek illusztrálására, hogy elkülönítse a játékot az akkori többi szerepjátéktól. Az elsődleges játékterveket Horii alkotta meg, majd átadta őket Toriyamának, hogy Horii felügyelete alatt rajzoljon újra. Amikor Horii először megalkotta a Dragon Questet, sokan kételkedtek abban, hogy a sci-fi elemek helyett kardokkal és kazamatákkal ellátott fantasy sorozat lesz népszerű Japánban; a sorozat azonban ott nagyon népszerűvé vált.  Azóta Horii a játékok forgatókönyv-rendezője. A Dragon Quest volt Sugiyama második videojátéka, amelyre komponált, a Wingman 2 volt az első. Azt mondja, öt percébe telt az eredeti nyitótéma megalkotása. Zenei motívumai az első játékból viszonylag érintetlenek maradtak.
Horii az RPG fogalmát szerette volna megismertetni a szélesebb japán videojáték-közönséggel. Azért választotta a Famicomot, mert a játéktermi játékokkal ellentétben a játékosoknak nem kell aggódniuk amiatt, hogy több pénzt költenek el, ha a „játék véget ér”, és egy mentési pontból folytathatták a játékot. Horii az Ultima teljes képernyős térképét, valamint a csata- és statisztika-orientált Wizardry képernyőket használta a Dragon Quest játékmenetének létrehozásához. A Dragon Ball alkotója és mangaművésze, Akira Toriyama, aki a Weekly Shōnen Jump mangamagazinon keresztül tudott Horii-ról, megbízást kapott a karakterek és szörnyek illusztrálására, hogy elkülönítse a játékot az akkori többi szerepjátéktól. Az elsődleges játékterveket Horii alkotta meg, majd átadta őket Toriyamának, hogy Horii felügyelete alatt rajzoljon újra. Amikor Horii először megalkotta a Dragon Questet, sokan kételkedtek abban, hogy a sci-fi elemek helyett kardokkal és kazamatákkal ellátott fantasy sorozat lesz népszerű Japánban; a sorozat azonban ott nagyon népszerűvé vált. Azóta Horii a játékok forgatókönyv-rendezője. A Dragon Quest volt Sugiyama második videojátéka, amelyre komponált, a Wingman 2 volt az első. Azt mondja, öt percébe telt az eredeti nyitótéma megalkotása. Zenei motívumai az első játékból viszonylag érintetlenek maradtak.

### Zene

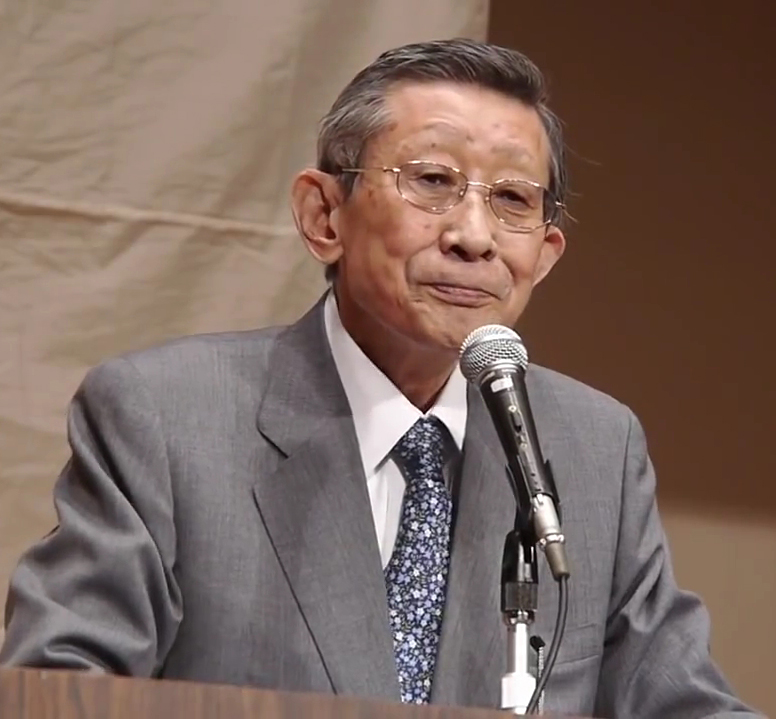
A klasszikus képzettségű zeneszerző, Koichi Sugiyama szerezte a Dragon Quest játékok többségét 2021-ben bekövetkezett haláláig.

A Dragon Quest filmzenéinek zömét a klasszikusan képzett zeneszerző, Koichi Sugiyama írta és hangszerelte. Az 1980-as évek közepén Sugiyama, aki már jól ismert televíziós és anime zeneszerző volt, egy Enix játékból származó visszajelzési kérdőív alapján került kapcsolatba a céggel. Sugiyama visszajelzése után Yukinobu Chida producer felvette vele a kapcsolatot, hogy megerősítse, hogy "ő volt az a Sugiyama a televízióból". Ezt követően Chida felkérte Sugiyamát, hogy komponáljon egy kottát a Dragon Questhez. Sugiyama korábban már dolgozott egy videojáték-partitúrán a Wingman 2-höz. Sugiyama elmondta, hogy öt percbe telt számára az eredeti nyitótéma megkomponálása, és megjegyezte, hogy nehéz személyessé tenni a rövid csilingeléseket, de a televíziós reklámokhoz való zenekészítésben szerzett múltbeli tapasztalata segített. Sugiyama szerint a zeneszerzőnek három-öt másodperce van arra, hogy a zenén keresztül felkeltse a közönség figyelmét. A Dragon Quest témáját és egyéb csilingelőit a sorozat során továbbra is használták. Sugiyama 2021-ben bekövetkezett halála előtt még komponált a Dragon Quest XII-hez is.

## Fogadtatás
2006-ban a Famitsu japán játékmagazin olvasói minden idők száz legjobb videójátékát szavazták meg. A Dragon Quest III harmadik lett, a Dragon Quest VIII negyedik, a Dragon Quest VII kilencedik, a Dragon Quest V tizenegyedik, a Dragon Quest IV tizennegyedik, a Dragon Quest II tizenhetedik, a Dragon Quest tizenegyedik és a Dragon Quest VI harmincnegyedik helyen végzett. 2009-ben Horii különdíjat kapott a Computer Entertainment Supplier's Association Developers Conference-en, elismerve a Dragon Quest franchise-on végzett munkáját.
Satoru Iwata, a Nintendo korábbi elnöke szerint a Dragon Quest vonzereje abból ered, hogy "úgy készült, hogy bárki játszhassa, és bárki élvezhesse a különböző szintjeiktől és érdeklődési körüktől függően". Elmondása szerint a Dragon Quest olyan játék, amelyet bárki felvehet anélkül, hogy el kellene olvasnia a kézikönyvet ahhoz, hogy megértse. Ryutaro Ichimura, a Square Enix producere, aki gyerekkora óta játszik a játékkal, azt mondja, hogy a Dragon Quest sztorivonalai lehetővé teszik a játékosoknak, hogy megindító sikerélményt éljenek át, amikor a világot megváltó hős szerepét töltik be. Horii úgy véli, hogy az alkalmi játékosok nagyobb közönségének megszólítása, bár nem idegeníti el a keményebb játékosokat, annak köszönhető, hogy képes csökkenteni a kezdeti akadályt anélkül, hogy túl egyszerűvé tenné. Iwata és Ichimura úgy gondolja, hogy ez azért van, mert a játékokat úgy hozták létre, hogy mindkét csoport a saját céljait követhesse; az alkalmi játékosok élvezhetik a történetet és a csatákat, de azok számára, akik többre vágynak, továbbra is van tartalom, amit folytathatnak.

### Értékesítés
2022 márciusáig a Dragon Quest sorozat több mint 85 millió példányban kelt el világszerte. A Dragon Quest III eladási rekordokat döntött 1988-ban: 1,1 millió játékkazettát adtak el Japánban egy napon belül 3 milliót egy hét alatt, egy hónap alatt 20 milliárd jen (143 millió dollár) bevételt hozott, és 230 millió dollárt 1991-ig. 1990-ben a Dragon Quest IV-ből 1,3 millió példány fogyott egy óra alatt, a Dragon Quest V pedig több mint 1,3 millió patront adott el egy nap alatt. A sorozat 1990-re 10 millió, és 1993-ra 15 millió példányban kelt el, a Dragon Quest folytatásai pedig egyenként több száz millió dollárt hoztak. 2007-ig a fő sorozat összes játékából, három melléktermékkel együtt, egyenként több mint egymillió példányt adtak el Japánban, és a legtöbbet eladott kislemez (remake-ek nélkül) a Dragon Quest VII volt, amelyből több mint négymillió példány kelt el. A Dragon Quest VI remake-je 910 000 példányban kelt el Japánban a megjelenést követő első négy napban, ami kivételes eladási adat egy remake-hez képest.

## Örökség
Az eredeti Dragon Quest játékot gyakran az első konzol-RPG-ként emlegetik. A GameSpot minden idők legbefolyásosabb szerepjátékának nevezte, és kijelentette, hogy azóta szinte minden japán RPG merített a játékmenetéből valamilyen formában vagy formában. A Next Generation szerint "valószínűleg ez volt az első "japán stílusú" RPG, és a sorozatot együttesen az 56. helyre sorolta a "Minden idők 100 legjobb játéka" listáján. Megjegyezték: "Bár soha nem volt olyan ambiciózus, mint a Square's Final Fantasy sorozat, a Dragon Warrior későbbi részeit nem lehet megverni a puszta méretük miatt (ha csak annyi pénzed van, hogy vásárolj egy játékot, aminek ki kell bírnia, egy hónapban vettél egy Dragon Warrior címet). Egy felmérésre válaszolva Gamasutra Quinton Klabont, a Dartmouth College-ból idézi, aki szerint a Dragon Warrior lefordította a D&D élményt videojátékokra, és meghatározta a műfaji szabványokat. Az olyan játékokat, mint a Mother, a Breath of Fire és a Lufia & the Fortress of Doom különböző Dragon Quest játékok ihlették. A Dragon Quest III osztályváltója más RPG-ket is alakítana, különösen a Final Fantasy sorozatot, és a nappali-éjszaka ciklusai a GameSpot szerint a konzolos RPG-k számára is "jelentős újításnak" számítottak. A Dragon Quest IV "Tactics" rendszere, ahol a játékos beállíthatja az NPC-k mesterséges intelligencia rutinjait, a Final Fantasy XII "Gambits" rendszerének előfutára. A Dragon Quest V-ről azt írják, hogy olyan szörnyek toborzó és kiképző mechanikája van, amelyek ihlették az olyan szörnygyűjtő RPG-ket, mint a Pokémon, a Digimon és a Dokapon. A Dragon Quest V egyedülálló volt abban, hogy a terhességet, és azt, hogy a játékos kit választott anyának, a cselekmény döntő szempontjává tette. A Dragon Quest VI valós világa és álomvilága befolyást gyakorolt a későbbi Square RPG-kre, a Chrono Crossra és a Final Fantasy X. A Dragon Quest sorozatot a Guinness World Records ismerte el hat világrekordjával a Guinness World Records Gamer's Edition, beleértve a "Legkeresettebb szerepjáték a Super Famicomon", a "Leggyorsabban eladott játék Japánban" és az "Első balettet inspiráló videojáték-sorozat".

## Fordítás
Ez a szócikk részben vagy egészben  a   Dragon Quest című angol Wikipédia-szócikk ezen változatának fordításán alapul.  Az eredeti cikk szerkesztőit annak laptörténete sorolja fel. Ez a jelzés csupán a megfogalmazás eredetét és a szerzői jogokat jelzi, nem szolgál a cikkben szereplő információk forrásmegjelöléseként.